# 苏伦·托夫马相
苏伦·阿科波维奇·托夫马相，（俄语：Суре́н Ако́пович Товмася́н；1909年12月20日（格里历：1910年1月2日）—1980年2月10日），亚美尼亚族，苏联党和国家领导人，外交官。曾任亚美尼亚共产党中央第一书记，苏联驻北越，利比亚特命全权大使等职。

## 生平
- 1909年12月20日（格里历：1910年1月2日）出生于沙俄伊丽莎白波尔省赞格祖尔地区希努雷村的一个贫民家庭。父亲在巴库，格罗兹尼做石油工人。10岁起在村里做羊倌补贴家用。1926年加入共青团。
- 1929年-1932年，埃里温工人学院学习。1930年加入联共（布）。
- 1932年-1934年，亚美尼亚共产党（布）锡西安区委文宣部部长。
- 1934年-1935年6月，亚共（布）埃里温第一服装厂党委书记。
- 1935年6月-1936年5月，联共（布）外高加索地区委员会马列主义进修班学习。
- 1936年9月-1937年8月，亚共（布）伊杰万区委文宣部部长。
- 1937年8月-1938年5月，亚共（布）中央委员会组织部指导员。
- 1938年5月-1939年4月，亚共（布）卡潘区委第一书记。
- 1939年4月-1941年8月，亚美尼亚苏维埃社会主义共和国内务第一副人民委员。
- 1941年8月-1942年2月，亚美尼亚苏维埃社会主义共和国内务部政治处副主任。
- 1942年2月-1946年8月，红军第61步兵师政治部部长，中校军衔。
- 1947年-1948年7月，亚共（布）中央畜牧部部长。1947年8月毕业于国立埃里温大学。
- 1948年7月-1949年，亚共（布）埃里温市委书记。
- 1949年-1950年，联共（布）中央委员会进修班学习。
- 1950年-1952年，亚共（布）埃里温市委书记。
- 1952年-1953年4月，亚共（布）埃里温州委第二书记。
- 1953年4月-11月，亚共中央委员会行政、贸易和金融机构司司长。
- 1953年11月-1960年12月，亚共中央第一书记。
- 1961年4月-1964年9月，驻越南民主共和国特命全权大使。1961年5月赴河内递交国书。
- 1965年4月-1970年2月，驻利比亚王国特命全权大使。1965年10月赴的黎波里递交国书。回国后在苏联外交部工作。
- 1970年起退休。
- 1980年2月10日于埃里温逝世，享年70岁。

托夫马相是联共（布）18大，苏共20-21大代表，第20-21届中央委员。第4-5届苏联最高苏维埃联盟院代表，第3-5届亚美尼亚苏维埃社会主义共和国最高苏维埃代表。

## 荣誉
- 列宁勋章
- 红旗勋章
- 两次一级卫国战争勋章
- 二级卫国战争勋章
- 红星勋章
- 荣誉勋章
- 劳动英勇奖章
- 纪念列宁诞辰一百周年奖章
- 保卫高加索奖章
- 1941－1945年伟大卫国战争战胜德国奖章
- 1941-1945年伟大卫国战争胜利二十周年奖章
- 1941-1945年伟大卫国战争胜利三十周年奖章
- 苏联武装力量五十周年奖章
- 苏联武装力量六十周年奖章